# Francis Bret Harte

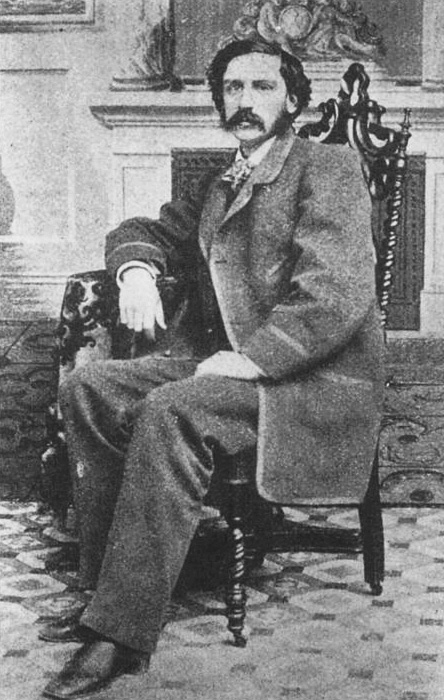
Francis Bret Harte v roce 1862.

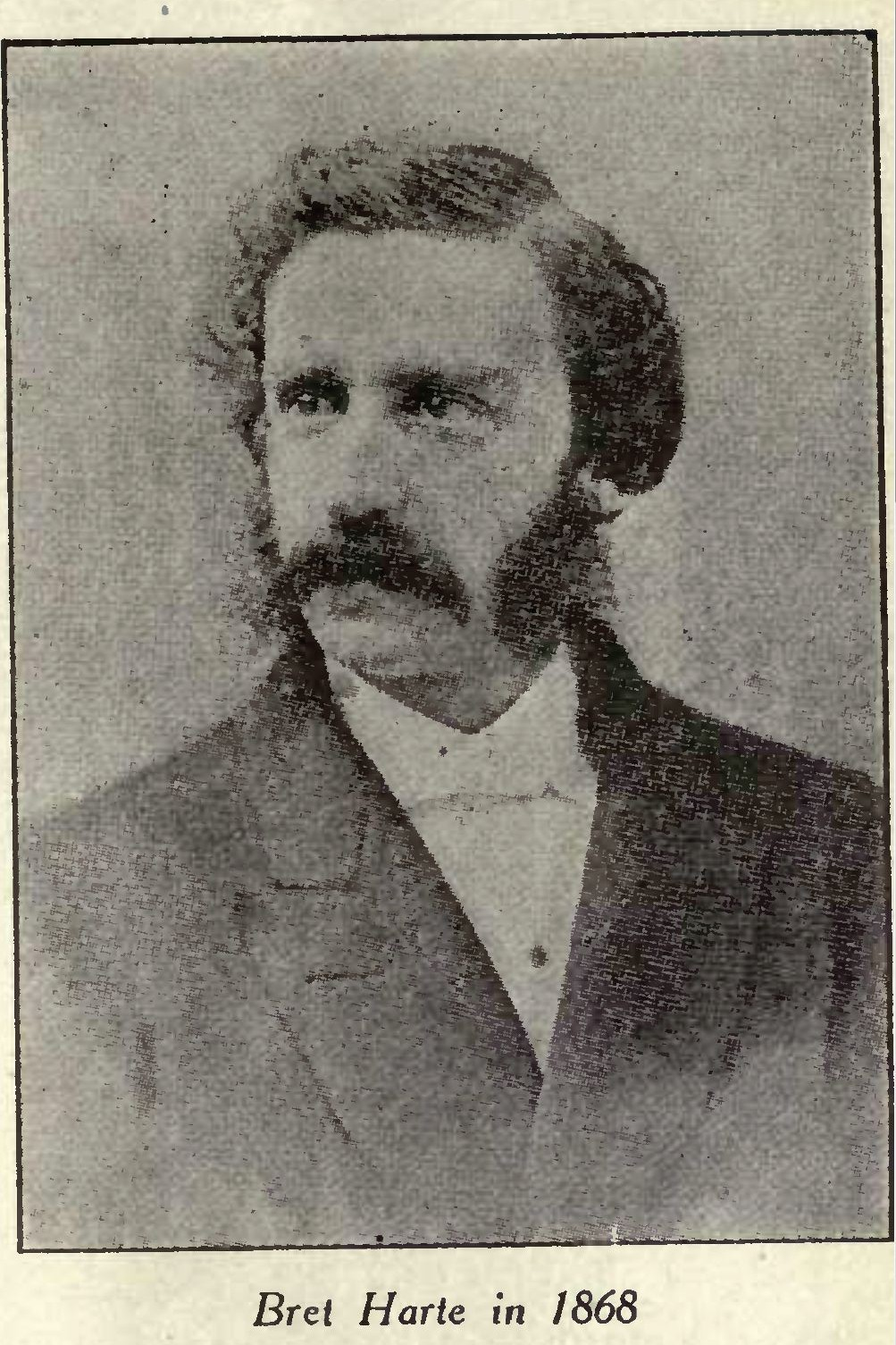
Francis Bret Harte v roce 1868.

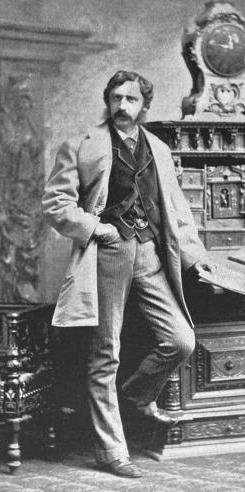
Francis Bret Harte v roce 1871.

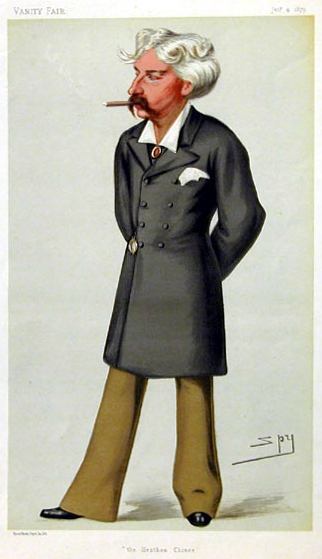
Francis Bret Harte na karikatuře z roku 1879.

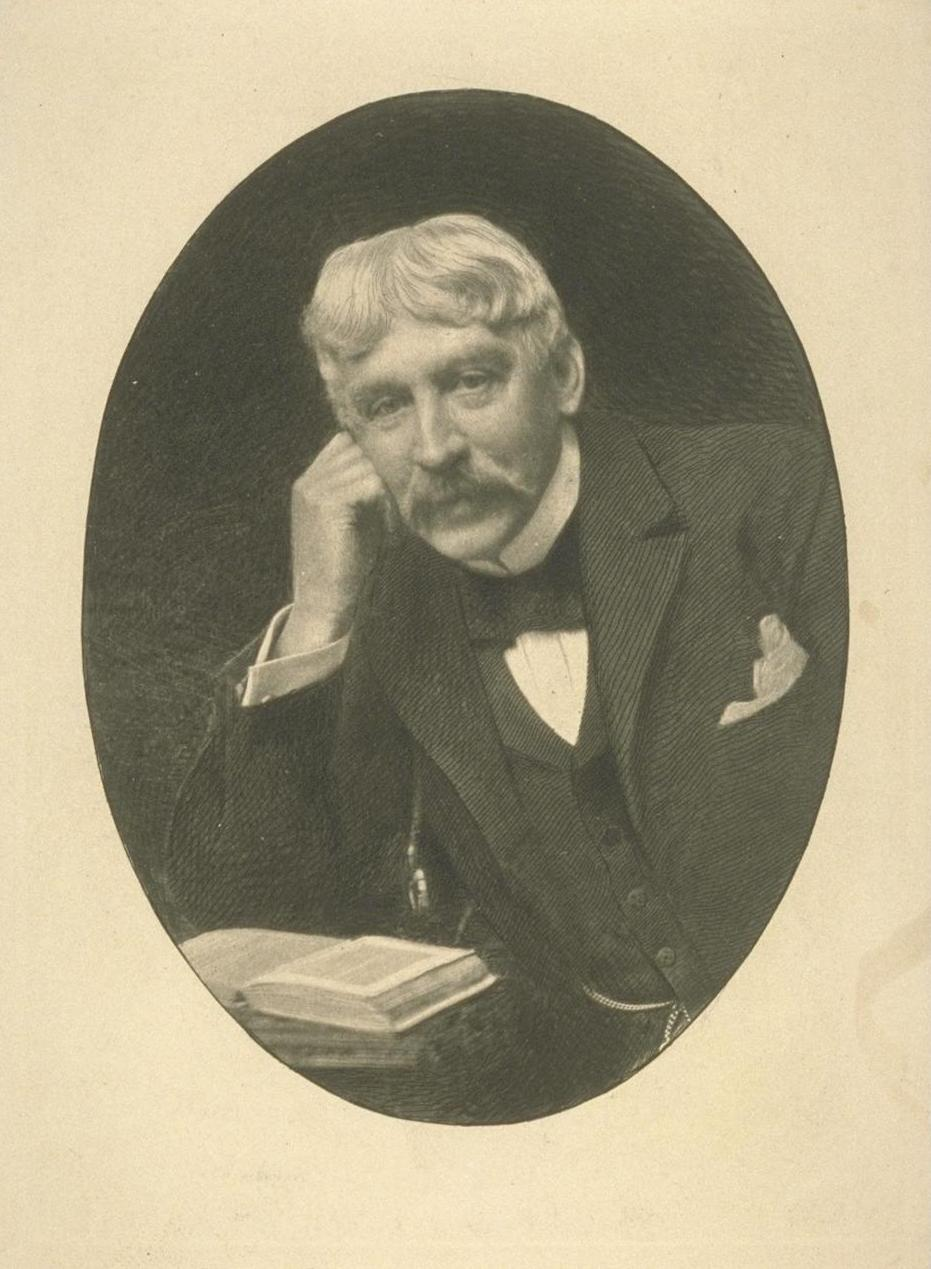
Francis Bret Harte v roce 1896.

Francis Bret Harte, vlastním jménem Francis Brett Hart (25. srpna 1836, Albany, New York – 6. května 1902, Camberley, Surrey, Velká Británie) byl americký prozaik, básník, dramatik a žurnalista, který svým dílem podnítil využívání regionálních zvláštností v americké literatuře.

## Život
Harte se narodil jako syn učitele, ale po otcově předčasné smrti musel přerušit školní docházku a ještě jako nedospělý si vydělávat na živobytí. Vzdělával se však sám rozsáhlou četbou, zvláště knih Charlese Dickense. Když se jeho matka znovu provdala, následoval jí roku 1854 do San Franciska. V Kalifornii však zamířil do vnitrozemí do oblasti zlatých dolů a zde se živil rozličnými zaměstnáními, snad i jako zlatokop nebo jako ozbrojený průvodce dostavníku. Brzy se však vrátil do klidnějších míst, stal se sazečem a v lokálních novinách začal publikovat své první povídky, neboť krátký pobyt v divočině mu posloužil jako literární inspirace. Roku 1857 se usídlil v San Francisku, od roku 1864 redigoval časopis The Californian a v letech 1868 až 1870 měsíčník The Overland Monthly, kolem kterého se soustředila skupina spisovatelů, mezi kterými byl například také Mark Twain. V San Francisku tak vzniklo jakési lokální literární středisko, které se postupně stávalo všeobecně uznávaným, neboť po skončení občanské války byla veřejnost ve znovusjednocených Spojených státech velmi ochotná dozvídat se podrobnosti o různých regionálních zvláštnostech.
Hartovy povídky a novely z dob pionýrského osidlování amerického západu, z nichž mnohé lze z dnešního hlediska zařadit do kategorie westernu, měly mezi čtenáři okamžitý a veliký úspěch. Popisují v té době zcela nové prostředí kalifornských zlatokopů, využívají místního dialektu a vyznačují se humorem i sentimentalitou vyprávění, protože často zobrazují drsné mužné hrdiny se srdcem ze zlata. Tento úspěch vedl k tomu, že se Harte roku 1871 přestěhoval do Bostonu, kde mu místní měsíčník Atlantic Monthly nabídl za jeho další povídky velké honoráře. Zde však již příliš neuspěl, protože se začal opakovat a pouze napodobovat ducha svých prvních prací. Z finančních důvodů byl proto nucen přijmout v letech 1878–1880 úřad amerického konzula v německém Krefeldu, v letech 1880–1885 ve skotském Glasgowě, poté se natrvalo usídlil v Londýně, kde až do své smrti pokračoval ve své literární činnosti.

## Výběrová bibliografie
- The Lost Galleon (1867, Ztracená galeona), sbírka básní.
- Condensed Novels (1867, Zhuštěné romány), sbírka satirických próz parodujících styl slavných současných, zvláště anglických romanopisců.
- The Luck of Roaring Camp and Other Sketches (1870, Štístko Tábora křiklounů a jiné prózy), sbírka povídek pojmenovaná podle slavné Hartovy povídky vydané časopisecky roku 1868 obsahující mimo jiné také další slavnou Hartovu povídku The Outcasts of Poker Flat (Vyvrženci z Poker Flat, časopisecky 1869).
- Poems (1871, Básně), sbírka básní obsahující autorovu slavnou satirickou baladu Plain Language from Truthful James (Prostá řeč pravdivého Jamese, časopisecky 1870) rozšířenou v mnoha přetiscích pod zkráceným názvem The Heathen Chinese (Pohanský Číňánek),[2] která byla zaměřena na zesměšnění protičínského cítění mezi dělníky v severní Kalifornii.
- Stories of the Sierras and Other Sketches (1872, Povídky ze Sierry a jiné prózy), sbírka povídek,
- Mrs. Skaggs' Husbands (1873, Manželé paní Skaggové), sbírka povídek,
- Tales of the Argonauts (1875, Příběhy Argonautů), sbírka povídek,
- Gabriel Conroy (1876), román z prostředí zlatokopů,
- Two Men of Sandy Bar (1876, Dva muži ze Sandy Baru), divadelní hra,
- Ah Sin (1877), divadelní hra napsaná společně s Markem Twainem, zdramatizování Pohanského Číňánka.[2]
- Thankful Blossom (1877),
- An Heiress of Red Dog and Other Tales (1878, Dědička z Red Dog a jiné příběhy), sbírka povídek,
- The Story of a Min (1878, Příběh z dolu),
- The Twins of Table Mountain (1879, Dvojčata z Table Mountain),
- Jeff Briggs's Love Story (1880, Příběh lásky Jeffa Briggse), román,
- In the Carquinez Woods (1883, V Carquinezském pralese), česky také jako Drama v Carquinezském pralese.
- Maruja (1885), román,
- Snow-Bound at Eagle's (1886, Sníh v Orlím dvoře),
- The Crusade of the Excelsior (1887, Bludná pouť Excelsioru),
- A Phyllis of the Sierras (1888, Phyllis ze Sierr), román,
- Cressy (1889), román,
- A Ward of the Golden Gate (1890, Schovanka Zlaté brány), román,
- A Waif of the Plains (1890, Nalezenec z plání, česky jako Ztraceni v pustině), první část románové trilogie o Clarenci Brantovi. Vypráví se v ní, jak se jedenáctiletý osiřelý chlapec Clarence a sedmiletá dívka Susy pouhou náhodou zachrání při nájezdu Indiánů na zlatokopeckou výpravu, se kterou cestují a která je jinak zcela vyvražděna včetně dívčiných rodičů. Susy je pak adoptována a Clarence prožívá další dobrodružství.
- A First Family of Tasajara (1891, První rodina v Tasajaře), česky též jako Dobrodružství z bažiny tasarajské,
- A Sappho of Green Springs (1891, česky jako Básnířka z Green Springs),
- Susy: A Story of the Plains (1893, Susy, příběh z plání), druhá část románové trilogie o Clarenci Brantovi, ve které Clarence dospívá v muže a prožívá velkou lásku k někdejší malé kamarádce.
- The Bell-Ringer of Angel's (1894, Zvoník z Angela),
- Clarence (1895), závěrečná část románové trilogie o Clarenci Brantovi odehrávající se za války Severu proti Jihu.
- Salomy Jane (1898), román,
- Stories in Light and Shadow (1898, Povídky světla a stínu),
- Under the Redwoods (1901, Pod rudými lesy), román,
- Openings in the Old Trail (1902, Po staré cestě).

## Filmové adaptace
Podle příběhů Francie Breta Harta bylo natočeno více než padesát filmových titulů, například
- The Luck of Roaring Camp (1910), americký němý film, režie Edwin S. Porter,
- Salomy Jane (1914), americký němý film, režie Lucius Henderson a William Nigh,
- A Phyllis of the Sierras (1915), americký němý film, režie George E. Middleton,
- The Gray Wolf's Ghost (1919), americký němý film podle románu Maruja, režie Park Frame a Joseph Franz,
- Fighting Cressy (1920), americký němý film podle románu Cressy, režie Robert Thornby,
- Salomy Jane (1923), americký němý film, režie George Melford,
- The Outcasts of Poker Flat (1937), americký film, režie Christy Cabanne,
- The Luck of Roaring Camp (1937), americký film, režie Irvin Willat,
- The Outcasts of Poker Flat (1952), americký film, režie Joseph M. Newman,
- Вооружен и очень опасен (1977, Ozbrojen a velmi nebezpečný), film podle románu Gabriel Conroy natočený v sovětsko-československo-rumunské koprodukci, režie Vladimir Vajnštok.
- California Gold Rush (1981), americký televizní film podle povídek The Luck of Roaring Camp a The Outcasts of Poker Flat, režie Jack B. Hively.

## Česká vydání
U některých českých titulů se nepodařilo zjistit, o které originální Hartovo dílo jde.
- Kalifornické povídky, Eduard Grégr & Ferdinand Dattel, Praha 1874, přeložil Josef Václav Sládek, pod názvem Kalifornské povídky znovu Jan Otto, Praha 1909 a 1925.
- V Carquinezském pralese; Oba svatí na Podhoří, Alois Hynek, Praha 1884, přeložil H. Miloš
- Thankful Blossomova, František Šimáček, Praha 1894, přeložil Jan J. Benešovský-Veselý, znovu 1896.
- Cressy, Jan Otto, Praha 1898, přeložil Jan J. Benešovský-Veselý, znovu 1905.
- Skrýše v horách, Alois Neubert, Praha 1902, přeložil Jaroslav Schiebel,
- Purtánka, Jan Otto, Praha 1905, přeložil F. Anderlík, znovu 1925.
- Ztraceni v pustině, Jan Otto, Praha 1917, přeložil Jiří Felix, pestrých osudů Clarence Branta část I.
- Klášterní chovanka, Alois Neubert, Praha 1918, přeložil Rudolf Mráček, znovu 1924.
- Susy, Jan Otto, Praha 1918, přeložil Jiří Felix, pestrých osudů Clarence Branta část II.
- Clarence, Jan Otto, Praha 1920, přeložil Jiří Felix, pestrých osudů Clarence Branta část III.
- Zasněžení v Orlím Dvoře, Grafikona, Praha 1920, přeložil Karel Weinfurter,
- Muž ze semaforu a jiné povídky, Arnošt Kvasnička, Praha 1920, přeložil Jiří Felix,
- Záhadný dobrodinec, Národní Politika, Praha 1922, přeložil Alois Klen,
- Opuštěn na hoře Lone Star, Šimek, Praha 1922, přeložil H. Jost,
- Vyvrženci, B. Procházka, Praha 1922, přeložil Josef Vorel, znovu 1928.
- Drama v Carquinezském pralese, Melantrich, Praha 1922, přeložil Richard Košťál,
- V zemi dobrodružství a zlata, Komunistické knihkupectví a nakladatelství, Praha 1923, přeložila Lilian Clive,
- Zvoník z Angela, Svoboda, Brno 1924, přeložil Otto Marek,
- Dobrodružství z bažiny tasarajské, Národní Politika, Praha 1924, přeložila Luisa Baštecká,
- Tajemný nález na Kometě, Jaroslav Tožička, Praha 1924, přeložil Bohumil Z. Nekovařík,
- Maruja, Antonín Svěcený, Praha 1924, přeložila Luisa Baštecká,
- Ztracení v prérii, Čeněk Semerád, Praha 1925, přeložil Čeněk Semerád,
- Tajemství Sierry, Melantrich, Praha 1925, přeložil Jarka Nevole,
- Laciné vydání spisů Breta Harta, Bedřich Kočí, Praha 1924-1927, 34 svazků.
- Dobrák Collinson, Novina, Praha 1932, překladatel neuveden,
- Ostrov pirátů, Eduard Beaufort, Praha 1940, přeložil Václav Pelyněk,
- První rodina v Tasajaře, Práce, Praha 1948, přeložil Karel Jelínek,
- Ztraceni v pustině, SNDK, Praha 1958, přeložila Anna Kučerová, znovu 1965.
- Kalifornské povídky a legendy, SNKLHU, Praha 1958, přeložil Alois Josef Šťastný,
- Gabriel Conroy, Práce, Praha 1958, přeložil Vladimír Henzl, znovu Melantrich, Praha 1976.
- Ztraceni v pustině, Růže, České Budějovice 1970, přeložila Anna Kučerová,
- Clarence Brant, Svoboda, Praha 1972, přeložil Vilém Opatrný, souhrnné vydání všech tří částí autorovy románové trilogie.
- Sníh v Orlím dvoře; Ztraceni v pustině, Albatros, Praha 1973, přeložili Jindřich Kovanda a Anna Kučerová,
- V údolí Sacramenta, Odeon, Praha 1975, přeložili Radoslav Nenadál a Alois Josef Šťastný, znovu 1980.
- Jak jsem se stal zlatokopem, Albatros, Praha 1986, přeložil Radoslav Nenadál, znovu 1991.
- Tajemství umrlčí rokle, Magnet-Press, Praha 1991, jedná se o upravený překlad knihy Ztraceni v pustině.

### Laciné vydání spisů Breta Harta
V letech 1924–1927 vydal pražský nakladatel Bedřich Kočí v edici Laciné vydání spisů Breta Harta (34 svazků) prakticky celé autorovo dílo:
1. Příběh z dolu, (1926), přeložil L. F.,
2. Trentova důvěra; Reklamní lístek Dicka Boyle; Šerif ze Siskyou (1926), přeložil Miloš Maixner,
3. Bludná pouť Excelsioru (1926), přeložil Miloš Maixner, první díl,
4. Bludná pouť Excelsioru (1926), přeložil Miloš Maixner, druhý díl,
5. Sally Dowsová; Spiknutí paní Bunkerové (1926), přeložil Miloš Maixner,
6. Schovanka Zlaté brány (1926), přeložil L. F.,
7. Blue Grassšská Penelopa; Mecenáš z Pacific Slope; Polibek Jany Salomy (1926), přeložila Luisa Baštecká,
8. Gabriel Conroy (1926), přeložil L. F., první díl,
9. Gabriel Conroy (1926), přeložil L. F., druhý díl,
10. Gabriel Conroy (1926), přeložil L. F., třetí díl,
11. Angelský zvoník (1926), přeložil Miloš Maixner,
12. Maruja (1926), přeložila Luisa Baštecká,
13. Přední rodina tasarajská (1926), přeložila Luisa Baštecká,
14. Ztraceni v pustině (1926), přeložila Luisa Baštecká,
15. Susy (1926), přeložila Luisa Baštecká,
16. Clarence (1926), přeložila Milada Nováková,
17. Cressy (1926), přeložil L. F.,
18. Zasněženi v Orlím dvoře; Růže tuolumneská (1926), přeložila Luisa Baštecká,
19. V klášteře sv. Karmela; Ďáblův brod (1927), přeložila Luisa Baštecká,
20. Po staré cestě (1927), přeložila Pavla Moudrá, první díl,
21. Po staré cestě (1927), přeložila Pavla Moudrá, druhý díl,
22. Proměna tábora Kozlího oka (1927), přeložil Miloš Maixner,
23. Zdar tábora Řvavých, (1927), přeložil Miloš Maixner,
24. Apoštol bažiny, (1927), přeložil Miloš Maixner,
25. Phyllis ze Sierr (1927), přeložil L. F.,
26. Neteř Harryho Rychlostřelce (1927), přeložil Miloš Maixner,
27. Pod rudými lesy (1927), přeložil Vít Karel, první díl,
28. Pod rudými lesy (1927), přeložil Vít Karel, druhý díl,
29. Povídky světla a stínu (1927), přeložil L. F.,
30. Předkové Petra Atherlyho a jiné povídky (1927), přeložil L. F.,
31. Zprostředkování Mr. Jacka Hamlina a jiné povídky (1927), přeložil L. F.,
32. Básnířka z Green Springs a jiné povídky (1927), přeložil L. F.,
33. Flip a jiné povídky (1927), přeložila H. D.,
34. Na Dedlowském močálu a jiné povídky (1927), přeložil L. F.